# Senhor de Aveloso
Senhor de Aveloso é um título nobiliárquico criado por D. José I, em favor de João Pacheco Pereira, 1.º Senhor do Préstimo de juro e herdade, Alcaide-Mor do Castelo de Vila de Rei.
Titulares
1. João Pacheco Pereira, 1.º Senhor de Aveloso de juro e herdade, 1.º Senhor do Préstimo de juro e herdade, Alcaide-Mor do Castelo de Vila de Rei;
2. Pedro Pacheco Pereira Pamplona, 2.º Senhor de Aveloso de juro e herdade, 2.º Senhor do Préstimo de juro e herdade, Alcaide-Mor do Castelo de Vila de Rei;
3. João Pacheco Pereira Pamplona, 3.º Senhor de Aveloso de juro e herdade, 3.º Senhor do Préstimo de juro e herdade, Alcaide-Mor do Castelo de Vila de Rei.